# Hors Satan
Pour plus de détails, voir Fiche technique et Distribution.
Hors Satan est un film français réalisé par Bruno Dumont réalisé en 2011.

## Synopsis
« Le gars » (comme l'appelle le générique) campe seul aux abords d'un village, dans un paysage de dunes et de marécages. Il ne semble avoir qu'une amie, « la fille », une jeune fille d'une ferme avoisinante, douce et sobrement habillée en « gothique ». Celle-ci est abusée sexuellement par son beau-père (croit-on comprendre), et lui demande protection. Au début du film, il tue ce beau-père de sang froid. Mystique qui prie au milieu de la nature, cet ermite est aussi exorciste : une mère le sollicite pour guérir sa fille qui semble habitée par le démon. 
Cependant il n'est pas entièrement bon, et quand un homme tourne trop autour de sa protégée, il n'hésite pas à le tabasser...

## Fiche technique
- Titre : Hors Satan
- Réalisation : Bruno Dumont
- Scénario : Bruno Dumont
- Photographie : Yves Cape
- Son : Emmanuel Croset
- Montage : Bruno Dumont et Basile Belkhiri
- Société de production : Tessalit, en association avec Cinémage 5
- Durée : 110 minutes
- Date de sortie : 
  -  France : 19 octobre 2011

## Distribution
- David Dewaele  : Le gars
- Alexandra Lematre : La fille
- Aurore Broutin : La routarde

## Tournage

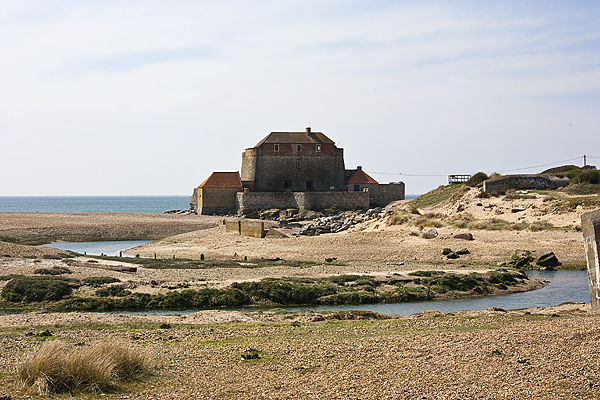
Le Fort Mahon à Ambleteuse.

Le film a été tourné sur la Côte d'Opale dans le Nord de la France aux environs d'Ambleteuse. On reconnaît dans le film le fort Mahon.

## Son
Le film est entièrement en son direct, sans aucune musique extérieure et sans aucune post-synchronisation.

## Analyse
Le film a été comparé à Ordet de Carl Theodor Dreyer parce que comme dans Ordet, le film montre un illuminé errant à travers les dunes,.